# Lech Wałęsa
Lech Wałęsa kiejtéseⓘ (Popowo, Lengyelország, 1943. szeptember 29. –) Nobel-békedíjas lengyel politikus, a Szolidaritás (lengyelül Solidarność) szakszervezeti mozgalom egyik alapítója, volt lengyel államfő (1990–1995).

## Életpályája
Egy ács fiaként született. Az elemi és az ipari iskola elvégzése után 1967-ben a Gdański Lenin Hajógyárban kezdett dolgozni villanyszerelőként. Két évvel később elvette feleségül Danuta Gołośt, házasságukból nyolc gyermek született.

### A Szolidaritás élén
1970-ben a hajógyárban tagja lett az illegális sztrájkbizottságnak. A sztrájk véres, 80 munkás megölésével járó elfojtása után Wałęsa a szocialista rend ellen elkövetett bűncselekmény vádjával egyéves börtönbüntetést kapott.
1976-ban elvesztette hajógyári állását, mert aláírásokat gyűjtött egy, a meggyilkolt munkások emlékművéről szóló petícióra. Mivel ezután szerepelt a feketelistákon, nem kaphatott állást, barátok támogatásaiból élt.
1978-ban Wałęsa, Andrzej Gwiazda és Aleksander Hall illegalitásban megszervezték a Wolne Związki Zawodowe Wybrzeża (Tengerparti Szabad Szakszervezetek) nevű szabad szakszervezetüket, a következő évben többször őrizetbe vették államellenes tevékenység vádjával, ám felmentették.
1980. augusztus 14-én a hajógyári munkásság sztrájkolni kezdett, és Wałęsa lett a vezetőjük. A megmozdulást az egész országban követték hasonlók. Néhány nappal később Wałęsa meggyőzte a gyárukat elhagyni kívánó gdański munkásokat, hogy hozzanak létre egy irányító bizottságot a Lengyelországban meginduló általános sztrájkok szervezésére (Międzyzakładowy Komitet Strajkowy).
Végül augusztus 31-én aláírták a gdański megállapodást a kormány képviselőivel. A megállapodás első pontja lehetővé tette a szabad szakszervezetek alakítását. Szeptember folyamán az üzemi sztrájkbizottságok alapítóbizottságokká alakultak át, majd a mozgalom felvette a Szolidaritás nevet, amelynek Wałęsa lett az elnöke.
1981. december 13-án Wojciech Jaruzelski tábornok kihirdette a hadiállapotot és Lech Wałęsát letartóztatták, majd tizenegy hónapra a szovjet határ közelébe, Délkelet-Lengyelországba internálták. Innen 1982. november 14-én szabadult.
1983-ban villanyszerelőnek jelentkezett korábbi gdański munkahelyére. Hivatalosan egyszerű munkásnak tekintették, de 1987-ig gyakorlatilag háziőrizetben volt. 1983-ban Nobel-békedíjat kapott, amit nem mert személyesen átvenni, mert félt, hogy a hatóságok nem engedik vissza. Felesége vette át helyette, a díjjal járó pénzt pedig a Szolidaritás ideiglenes vezetőségének adományozták, amely ekkor Brüsszelben székelt.

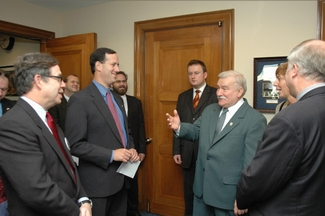
Wałęsa amerikai szenátorok társaságában

1987 és 1990 között szervezte és vezette a félillegális Szolidaritás Ideiglenes Végrehajtó Bizottságát. 1988-ban újra sztrájkot szervezett, ezúttal a Szolidaritás újbóli engedélyezéséért. Nyolc nap után a kormány beleegyezett a kerekasztal-tárgyalások szeptemberi megkezdésébe, ahol Wałęsa a kormánnyal tárgyalók informális vezetőjeként vett részt. Elérték a Szolidaritás engedélyezését és egy legalább részben szabad parlamenti választás megtartását.
1989-ben megszervezte és vezette a Szolidaritás Szabad Szakszervezet Állampolgári Bizottságát, amely hivatalosan tanácsadó testület volt, ám valójában pártként működött, és az az évi parlamenti választásokon győzött. (Az ellenzék megszerezte a Szejm és az újjáalapított szenátus összes szabadonválasztott helyét, ám a kerekasztal-megállapodások szerint a kommunisták és a szövetségeseik megtarthatták a helyek 64%-át.)
Miközben hivatalosan csak a szakszervezet elnöke volt, vezető szerepet játszott e lengyel politikai életben. 1989 végén rábírta a kommunistákkal szövetséges pártok vezetőit egy koalíció megalakítására, amely a keleti blokk első nem kommunista kormánya lett. Megegyezésük után a kommunisták meglepetésére a parlament Tadeusz Mazowieckit választotta meg miniszterelnöknek. Lengyelország formálisan tagja maradt a blokknak, de elindultak a kapitalista gazdasági változások.

### Köztársasági elnöksége és későbbi pályafutása
1990. december 9-én megnyerte az elnökválasztást. A következő öt év kormányválságoktól volt hangos, az elnököt is sok kritika érte szinte minden politikai párt részéről, az emberek szimpátiáját is elvesztette.
1995-ben elvesztette az elnökválasztást, és bejelentette visszavonulását a politikától, ám továbbra is aktív maradt. Megpróbált saját pártot alapítani. 1997-ben támogatta egy új párt létrejöttét: a Szolidaritás Választási Szövetség (Akcja Wyborcza Solidarność) megnyerte a parlamenti választásokat. Wałęsa azonban nem viselt lényeges funkciót a pártban, befolyása kicsi volt.
2000-ben ismét harcba szállt a köztársasági elnökségért, ám a szavazatok mindössze 1%-át kapta meg. Sok lengyel elégedetlen volt azzal, hogy újra politikai hatalmat akart. Wałęsa ismét bejelentette visszavonulását. Azóta külföldi egyetemeken közép-európai politikát és történelmet ad elő.
2004. május 10-én a gdański nemzetközi repülőtér felvette a nevét, hogy híres polgárának emléket állítson. Aláírása belekerült a repülőtér emblémájába. (Volt egy rövidebb vita, hogy a hagyományos Lech Wałęsa vagy a világon jobban elterjedt Lech Walesa írásmódot használja, végül az előbbi mellett döntöttek.) Egy hónapra rá ő képviselte hazáját Ronald Reagan volt amerikai elnök temetésén az Egyesült Államokban.
2006-ban kilépett a Szolidaritásból. Döntését az AP hírügynökségnek adott interjújában a Jog és Igazságosság nevű pártnak adott támogatással, valamint Lech és Jarosław Kaczyński megerősödésével indokolta.

2011-ben a Fővárosi Önkormányzat Budapest díszpolgárává avatta, de az elismerést betegsége miatt nem akkor vette át, hanem 2014-ben, amikor a Nemzetközi Visegrádi Alap és az Antall József Tudásközpont által létrehozott Visegrád Bridge díjat, valamint a Szent István-díjat is megkapta.

## Állítólagos együttműködése a biztonsági szolgálatokkal
Már 2008-ban monográfia jelent meg Varsóban az Instytut Pamięci Narodowej kiadásában „SB a Lech Wałęsa: przyczynek do biografii” címen (szerzői Sławomir Cenckiewicz és Piotr Gontarczyk), amely Walesának a kommunista időszak biztonsági szolgálataival való kapcsolatát is érinti.
2016 februárjában nyilvánosságra került egy Bolek fedőnevű ügynök együttműködési nyilatkozata és munkadossziéja, aki lengyel sajtókommentárok szerint Wałęsával azonos. Az egykori lengyel államfő kijelentette, hogy nem működött együtt a kommunista állambiztonsággal, soha nem adott jelentéseket, de elismerte, hogy „hibát követett el”, bár annak mibenlétét nem árulta el.

## Idézetek
- „Túléltük a történelem néhány teljesen reménytelen korszakát.”
- „Beszélgettem a világ jelentős személyiségeivel: elnökökkel, miniszterelnökökkel, királyokkal. Egyikük sem hitte, hogy a kommunizmus 2000 előtt legyőzhető. Nem találkoztam senkivel, aki ezt lehetségesnek tartotta volna. Egyetlenegy emberrel sem az egész világon.”
- „[A melegeknek] tudniuk kell, hogy kisebbséget alkotnak, és érjék be kevesebbel, ne törjenek a legmagasabb csúcsokra [...] Egy kisebbség nem telepedhet rá a többségre.”[4]